# Welsh Pony
Il Welsh Pony (pony gallese) è una razza equina originaria della Gran Bretagna in particolare, come ricorda il nome, dalla regione del Galles. Nella letteratura inglese si fa riferimento a questa razza già a partire dal XV secolo, come discendente dal Pony Gallese Montano. In passato era molto apprezzato come cavallo da traino per carrozze, mentre oggi è considerato un cavallo da sella e tiro leggero, discreto saltatore e ottimo nel fondo. Il suo temperamento è docile ma energico, a volte un po' testardo.
Nel libro genealogico dell'associazione Welsh Pony and Cob (fondata nel 1902) vengono distinte quattro linee genealogiche, con caratteristiche morfologiche e attitudini differenti:
- Welsh Mountain Pony, altezza fino a 122 cm (Sezione A)
- Welsh Pony, altezza da 122 cm a 132 cm (Sezione B)
- Welsh Pony Cob, altezza fino a 137 cm (Sezione C)
- Welsh Cob, altezza tra 144 e 155 cm (Sezione D)

## Welsh Mountain Pony

### Morfologia
Il Welsh Mountain pony conserva ancora oggi la robustezza che deriva dalla sopravvivenza nel suo ambiente primordiale, le terre del Galles. Ha una testa piccola, leggera, asciutta e ben attaccata che rivela le influenze delle razze orientali. Gli occhi sono molto grandi e vivaci, le orecchie piccole, appuntite e molto mobili, la fronte è larga, le narici aperte. Il collo è lungo e soprattutto nei maschi incurvato, le spalle inclinate, il garrese pronunciato e muscoloso, il torace molto profondo. La linea dorso-lombare è dritta e proporzionata con la coda, ben attaccata ed elegante. Gli arti sono asciutti con salde articolazioni, gli avambracci lunghi e forti, gli stinchi corti e piatti.

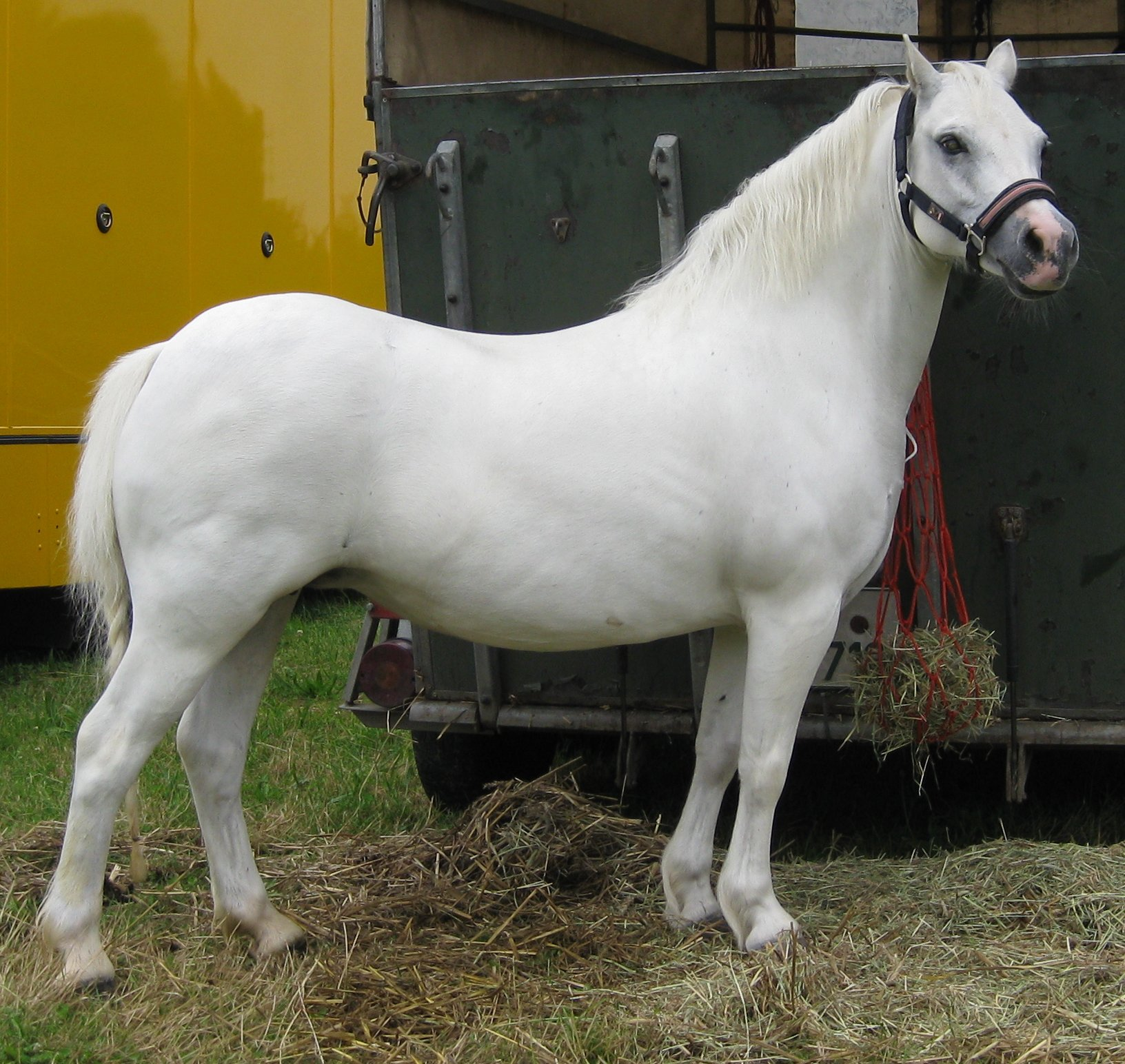
Welsh Pony Section A

### Storia
Il Pony Welsh Mountain costituisce la base da cui si sono evoluti i Pony Welsh (sezione B) e le due suddivisione del Welsh (sezione C e D). Le informazioni su questa razza risalgono a molto prima dell'occupazione romana in Britannia, ove i pony indigeni che popolavano le colline del Galles (da qui il nome) vennero a contatto con razze orientali importate dai Romani come: Araba da cui presero il temperamento gentile e la costituzione robusta, Berbera che trasmise rusticità e fierezza e il Purosangue noto per velocità e coraggio che migliorò la qualità dell'azione. La nascita del capostipite della razza, Dyoll Starlight, risale al 1894.Nonostante sotto il regno di Enrico VIII fu suggerito un piano di abbattimento, il Welsh Mountain Pony è sopravvissuto fino al XXI secolo, passando per usi molteplici quali l'agricoltura, il lavoro come pony da miniera, la caccia e recentemente come versatile pony per bambini.
Essendo nativi della brughiera del Galles, hanno una gestione estremamente facile che non richiede particolari accorgimenti. Infatti, la maggior parte di essi può essere tenuta all'aperto anche se, per quei pony che vengono utilizzati per attività sportive, in inverno sarebbe meglio tosarli e fare indossare loro una coperta. Hanno zoccoli molto resistenti che ne permettono una gestione barefoot, anche se, nel caso di lavoro su terreni duri come trekking, di attività sportive o tiro di carrozze su asfalto sarebbe consigliata una totale o parziale (agli arti anteriori) ferratura. Il lato negativo di una gestione all'aperto potrebbe essere però un rischio di elevata ingestione di erba che potrebbe causare obesità o laminite.

## Welsh Pony Cob

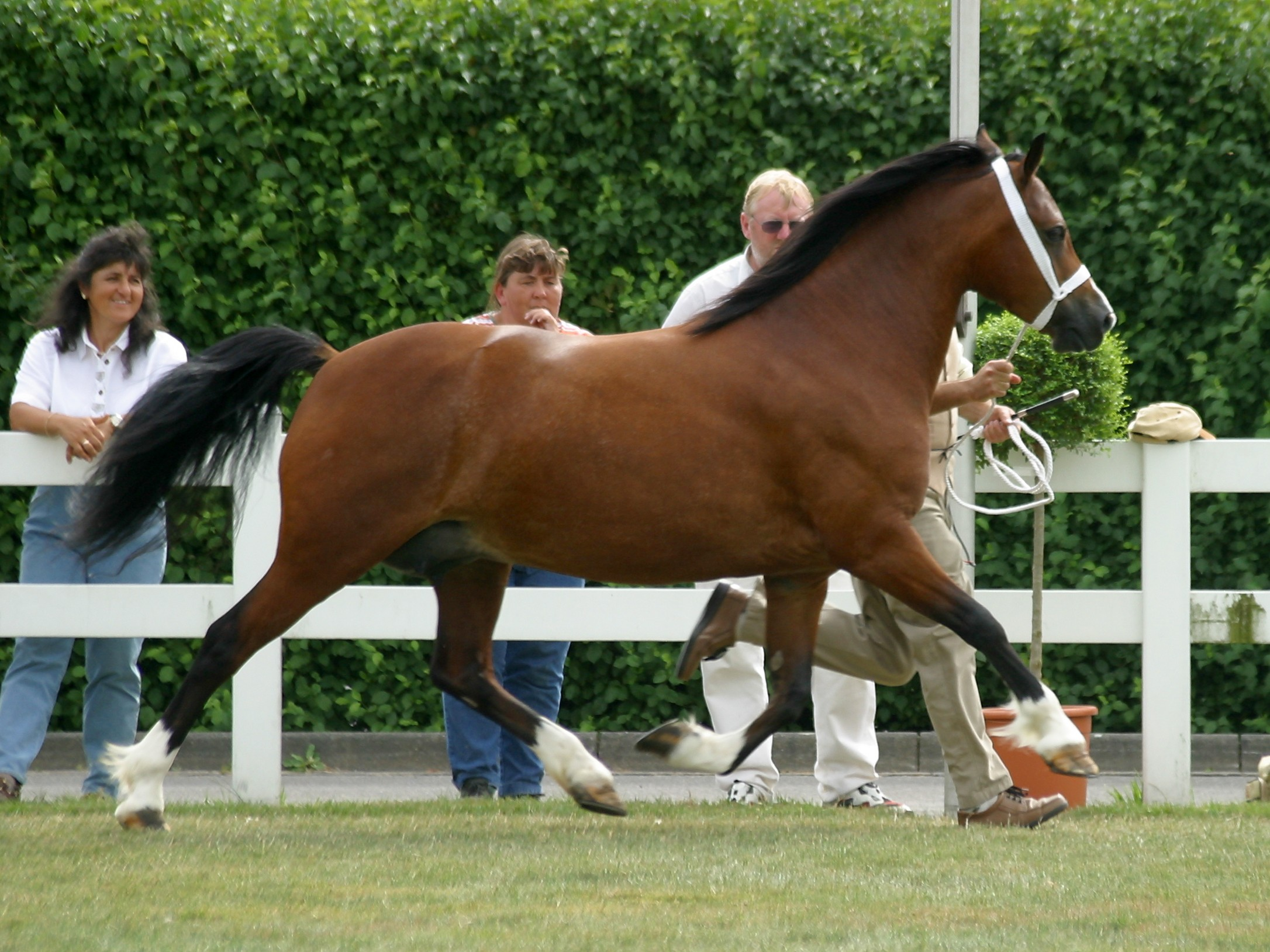
Pony Welsh tipo Cob

### Morfologia
Si tratta di un pony di tipo mesomorfo. Ha arti più corti ma robusti che in prossimità dei glomi possono avere ciuffi pelosi; la testa, piuttosto piccola, ha profilo rettilineo, con occhi grandi e orecchie ben inserite. Nonostante il garrese basso presenta spalle lunghe e molto forti. La linea dorso-lombare è breve e un po' depressa in prossimità del garrese; vanta di reni robusti, groppa arrotondata e muscolosa e coda ben inserita. Il torace è forte e profondo. I piedi presentano un'unghia dura e possente.

### Storia
Originariamente i Pony Welsh tipo Cob furono il risultato di incroci tra fattrici Welsh Mountain e stalloni Cob di piccola taglia, ottenendo un pony di maggiore robustezza, adatto ad essere montato anche da adulti su terreni accidentati, facendo sempre mostra di un'azione energica e vivace. Furono impiegati inizialmente per lavori nelle fattorie delle colline gallesi e successivamente nel XIX secolo data la loro corporatura massiccia e resistenza il loro impiego si estese anche a lavori in miniera. Alla fine della seconda guerra mondiale, per preservare la razza a rischio estinzione, venne aggiunta la Sezione C al libro genealogico. Nei tempi moderni i Pony della sezione C sono usati molto frequentemente negli attacchi ma anche per passeggiate e trekking. Sono animali dal buon temperamento, coraggiosi e con buona attitudine anche al salto.

## Welsh Cob

### Morfologia
Il Welsh Cob è un tipo mesomorfo, eccezionalmente robusto nella costituzione fisica. I colori più comuni per il mantello sono: sauro bruciato, roano, morello e baio, anche se è possibile trovare esemplari di tutte le varietà con diverse tonalità, tranne pezzati. Il profilo della testa è concavo, con occhi grandi e distanti, narici ampie, orecchie piccole, collo lungo. Negli stalloni il collo è arcuato. Inoltre questa razza presenta spalle robuste e arretrate, petto ampio e muscoloso, lombo e dorsi forti e la coda ha un'attaccatura alta. I nodelli sono solitamente ornati da folti ciuffi di pelo. È una razza energica ma con temperamento tranquillo, per questo molto adatto al turismo equestre. Un tempo era utilizzato come cavallo da traino, oggi, grazie agli incroci con Purosangue, è un ottimo cavallo da sella, tiro leggero, buon saltatore, corridore rapido ed è diventato molto competitivo nel dressage e negli attacchi.

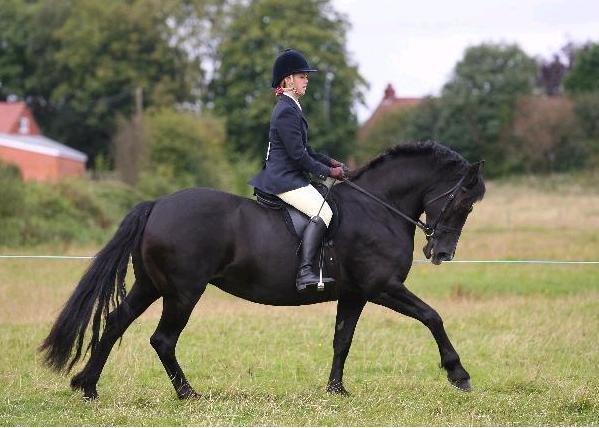
Welsh Cob

### Storia
I Welsh Cob si sono evoluti a partire dalla linea dei Welsh Mountain Pony (Sezione A). Intorno al 1800-1900 vennero incrociati con razze Arabe, Norfolk Roadster Archiviato il 9 novembre 2019 in Internet Archive., Hackney e Shire  inglesi. Questi animali vennero usati per i trasporti, come affidabili compagni di viaggi per dottori, contadini, lavoratori e anche dalla cavalleria inglese. I Welsh Cob sono tutt'oggi molto richiesti sia come cavalli da sella sia per gli attacchi, vista la loro poliedricità in tutte le sfere sportive. Durante la prima e la seconda guerra mondiale migliaia di Welsh cob vennero mandati in battaglia con gli eserciti, molti dei quali non tornarono più indietro. Alla fine della seconda guerra mondiale vi erano solo trentacinque Welsh Cob registrati (a causa dei costi di registrazione che i proprietari non potevano permettersi) di cui venticinque erano femmine e dieci erano maschi. Un numero limitato di cavalle di razza pura venne aggiunto al breeding pool e fu definito stirpe fondatrice. Le regole di allevamento tutt'oggi sono molto restrittive, non permettendo nessun incrocio esterno alla razza che non sia registrato come puro Welsh Cob.